# Alter Hammer Friedhof
Koordinaten: 53° 33′ 21,3″ N, 10° 3′ 25,7″ O

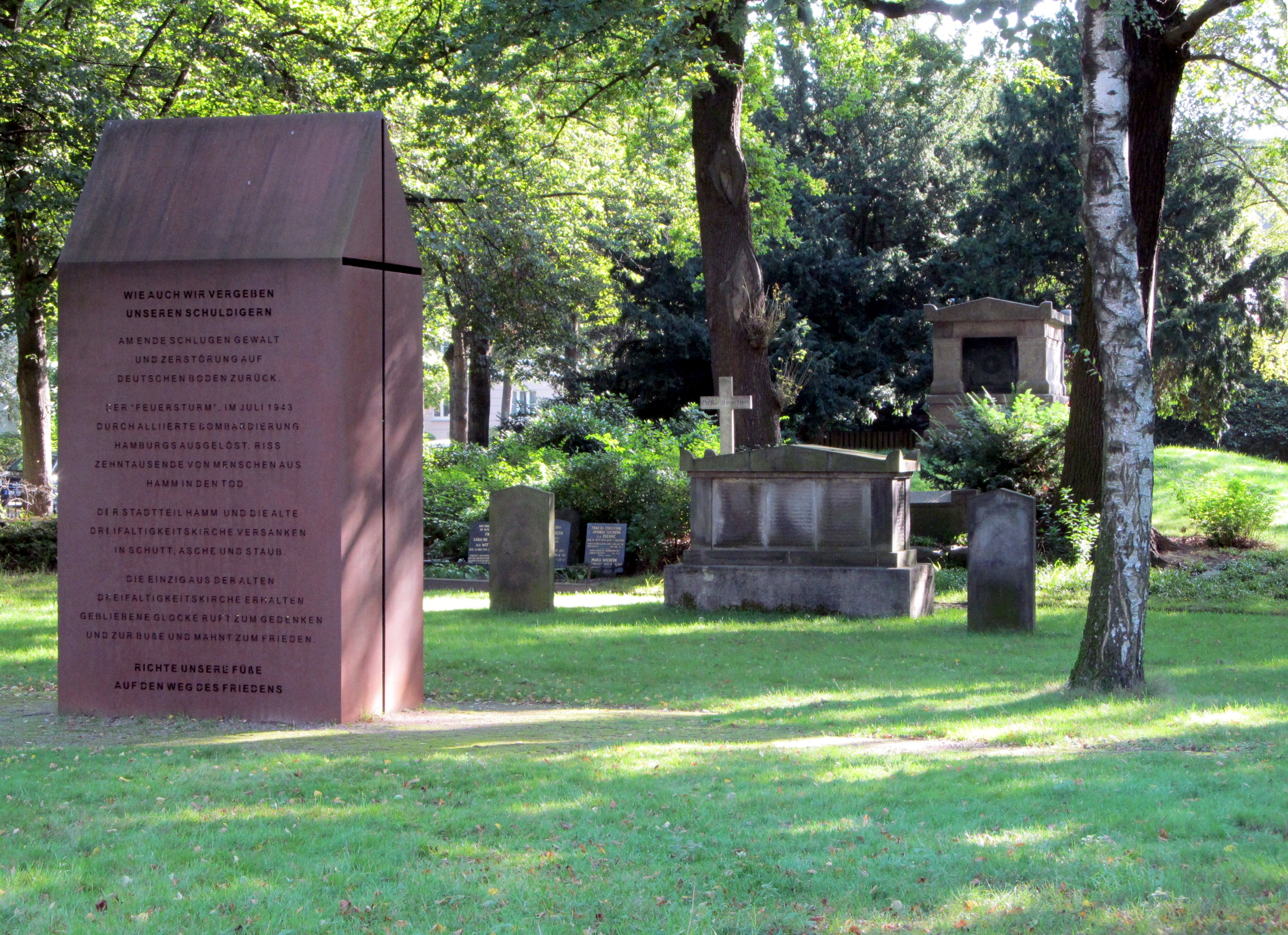
Alter Hammer Friedhof mit Weltkriegs-Mahnmal (links) und Sieveking-Mausoleum im Hintergrund

Der Alte Hammer Friedhof ist ein ehemaliger Friedhof im Hamburger Stadtteil Hamm. Er wurde 1693 zusammen mit der ersten Hammer Kirche eingeweiht und bis 1894 genutzt. Einst bevorzugter Bestattungsort der Hamburger Oberschicht, enthält er zahlreiche Grabmale von Persönlichkeiten der Hamburger Geschichte und wurde aufgrund seiner kulturhistorischen Bedeutung 1923 als erster Hamburger Friedhof unter Denkmalschutz gestellt.

## Lage
Der Friedhof befindet sich neben der Dreifaltigkeitskirche am Horner Weg unweit des U-Bahnhofs Hammer Kirche.

## Geschichte

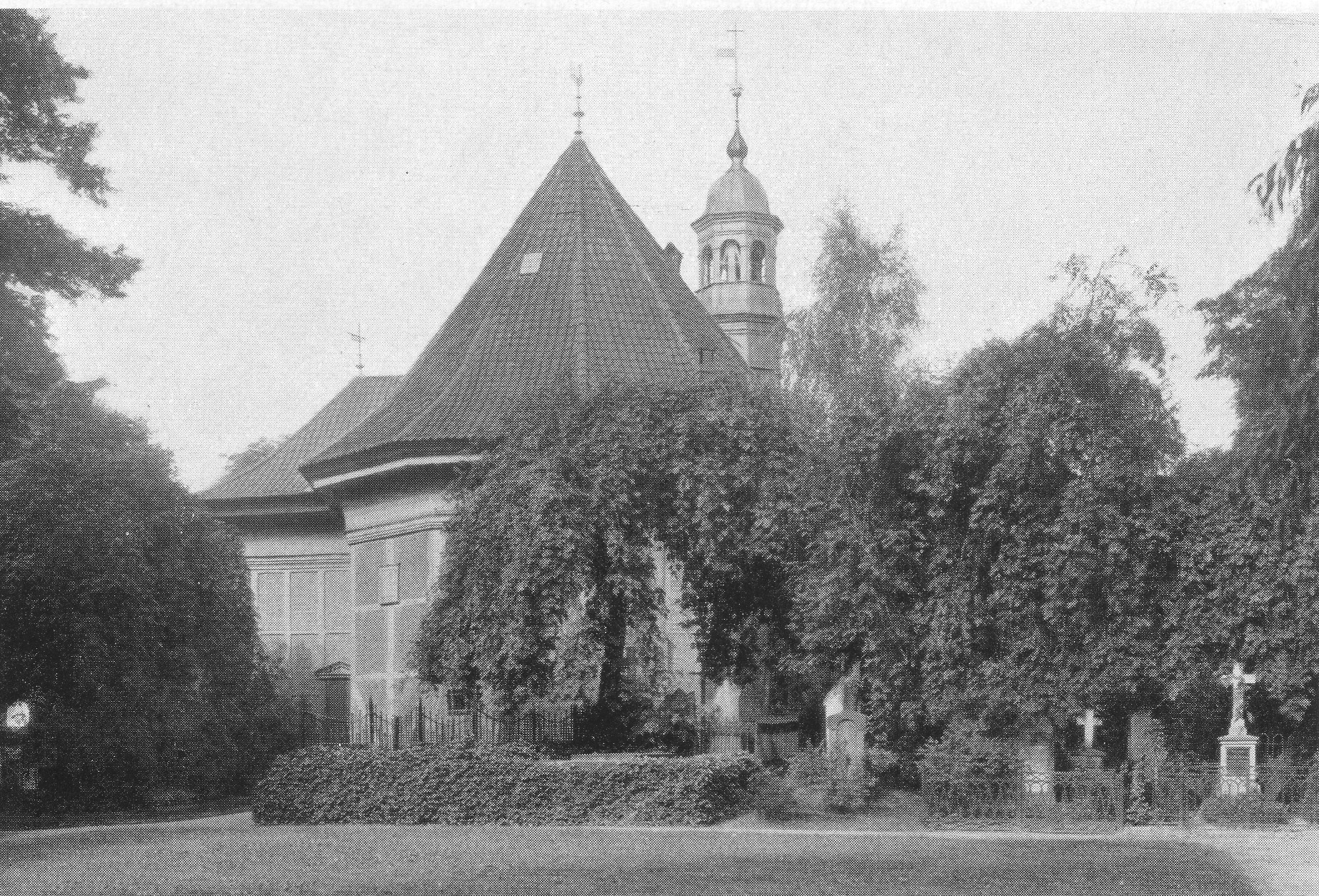
Blick auf den Hammer Friedhof mit der alten Kirche um 1900

Obdachlose auf dem Friedhof im Belagerungswinter 1813/14

Seit dem 17. Jahrhundert war Hamm ein bevorzugter Wohnort wohlhabender Hamburger Kaufleute. Diese veranlassten um 1690 auf eigene Kosten den Bau der Ham und Hörner Kirche zur Heiligen Dreyfaltigkeit, die 1693 geweiht wurde. Zusammen mit der Kirche wurde auch ein Friedhof angelegt. Anfangs wurde auch noch in der Kirche bestattet, bis dies 1829 aus hygienischen Gründen verboten wurde.
Aufgrund seiner landschaftlich reizvollen Lage am Geesthang mit weitem Blick über die damals noch unbebaute Hammer Marsch avancierte der Friedhof bald zu einem der bevorzugten Bestattungsorte für Familien der Hamburger Oberschicht; zugleich diente seine Gestaltung Anfang des 19. Jahrhunderts als Vorbild für die damals neu eröffneten Hamburger Friedhöfe vor dem Damm- und Steintor.
Während der französischen Besatzung 1813/14 suchten zahlreiche Bewohner der Umgebung, die zuvor von den Franzosen aus ihren Häusern vertrieben worden waren, Zuflucht auf dem Friedhof und kampierten in Erdlöchern, Grabgewölben und Zelten. Viele von ihnen starben an Kälte, Hunger und Krankheiten und wurden in einem Massengrab beerdigt.  
Nach Aufhebung der Hamburger Torsperre und der daraufhin sprunghaft steigenden Bevölkerung wurde 1862 ein neuer Begräbnisplatz neben dem bereits bestehenden Jacobifriedhof an der Wandsbeker Chaussee, dem heutigen Jacobipark im Stadtteil Eilbek angelegt. Zugleich wurden die Bestattungen auf dem alten Friedhof auf Besitzer von bestehenden Familiengrabstätten mit langer Laufzeit beschränkt. Eine Ausnahme wurde 1881 für den eng mit der Gemeinde verbundenen Theologen Johann Hinrich Wichern gemacht. 1899 wurde der alte Friedhof endgültig geschlossen und 1923 unter Denkmalschutz gestellt.
Im Zweiten Weltkrieg wurde der Friedhof im Zuge der Operation Gomorrha schwer beschädigt und die alte Kirche restlos zerstört. In den ersten Nachkriegsjahren wurde auf dem Gelände eine hölzerne Notkirche errichtet. Im Zuge des Neubaus der heutigen Dreifaltigkeitskirche (1956/57) wurden mehrere Grabstellen verlegt und der Friedhof zum Teil neu gestaltet. Zeitgleich wurden auch mehrere Grabmale der beiden aufgelassenen Friedhöfe in Eilbek (Jacobi-Friedhof und Neuer Hammer Friedhof) hierher überführt, darunter die Gräber von Anna Lühring und Elise Averdieck. 
Seit etwa 2000 erfährt der Friedhof abermals eine behutsame und schrittweise Umgestaltung. Gleichwohl beklagte der Denkmalverein Hamburg den drohenden bzw. fortschreitenden Verfall zahlreicher Grabmale aufgrund unzureichender Pflege.

## Beschreibung

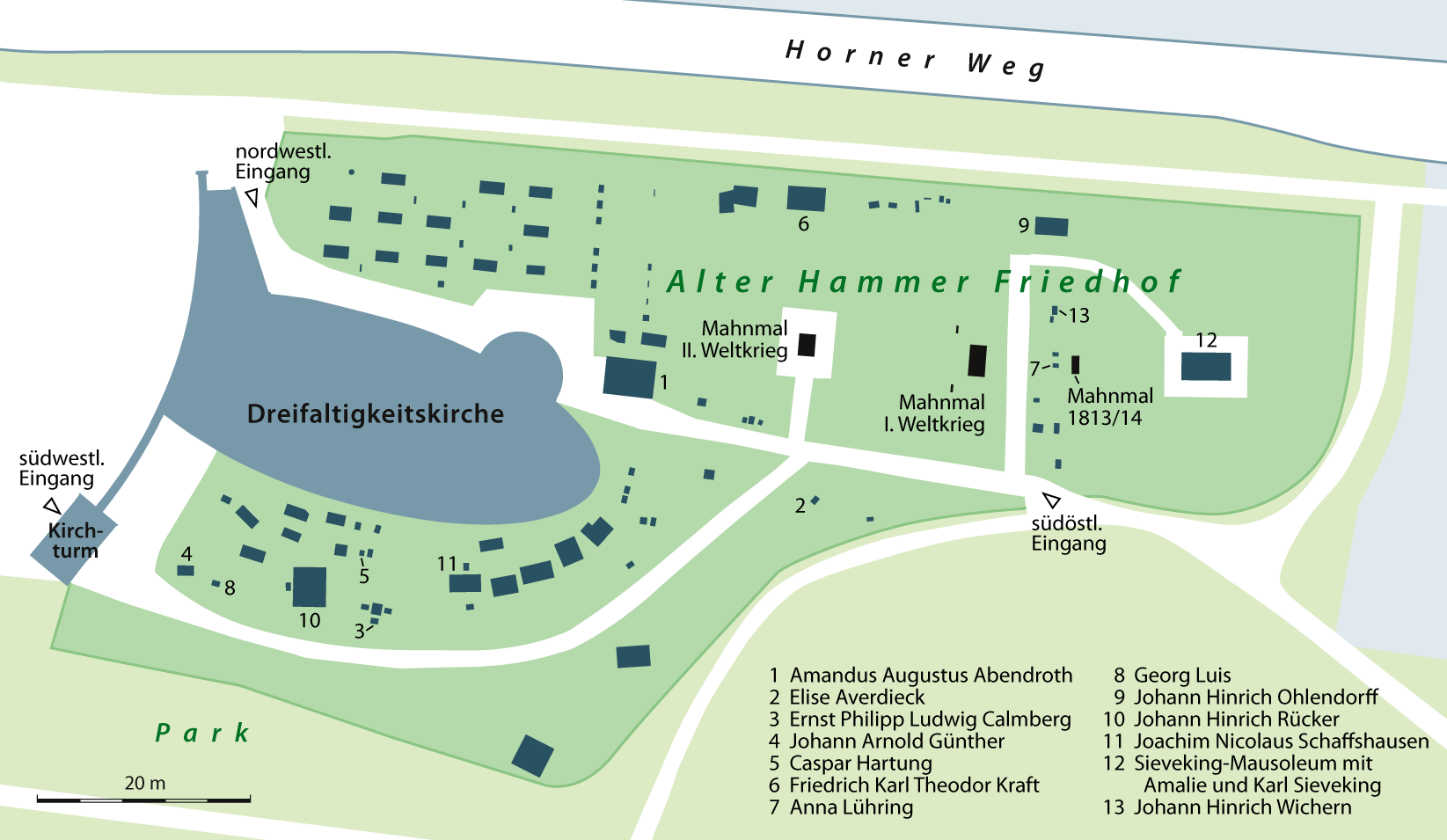
Alter Hammer Friedhof, Lageskizze mit ausgewählten Grabstellen

Das Friedhofsgelände gliedert sich grob in drei auch gestalterisch voneinander geschiedene Bereiche:

### Historischer Kirchhof mit Einzelgräbern
Der westliche Teil unmittelbar um die Kirche herum entspricht dem eigentlichen historischen Kirchhof. Hier befinden sich auch die meisten der erhaltenen Grabsteine und Gruftplatten, jedoch nur noch wenige an ihrem Originalplatz. Die weitaus meisten wurden in den letzten Jahrzehnten zum Teil mehrfach versetzt und neu angeordnet. Unter den einstmals hier Bestatteten finden sich zahlreiche Senatoren und Bürgermeister wie z. B. Amandus Augustus Abendroth, Johann Arnold Günther, Caspar Hartung (1795–1863), Cornelius Wilhelm Poppe (1742–1801), Johann Hinrich Rücker (1750–1803), Joachim Nicolaus Schaffshausen (1771–1830) sowie mehrere Pastoren der Dreifaltigkeitskirche.

### Kriegsdenkmäler

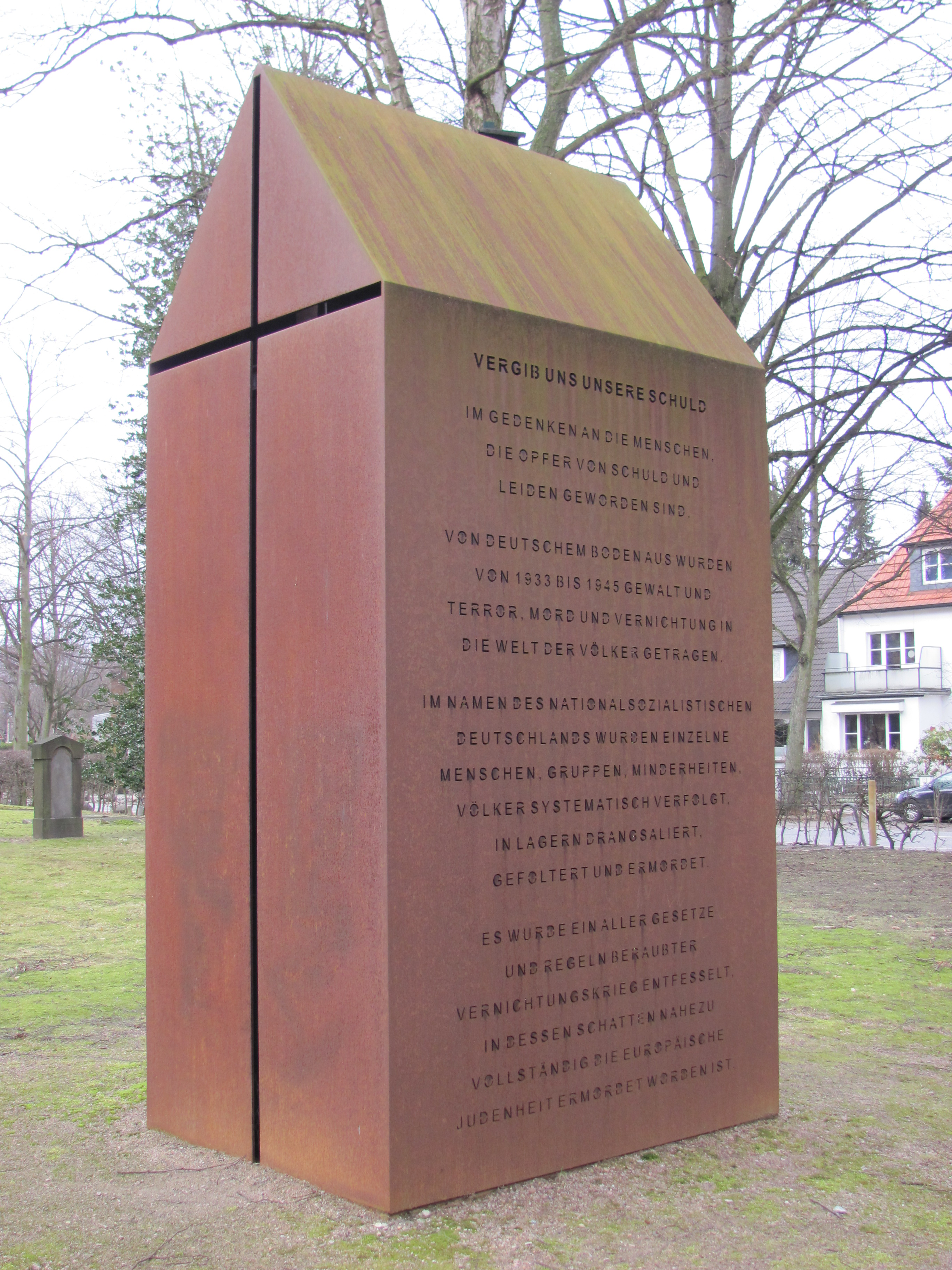
„Totenhaus“ für die Opfer von Nationalsozialismus und Bombenkrieg (2007)

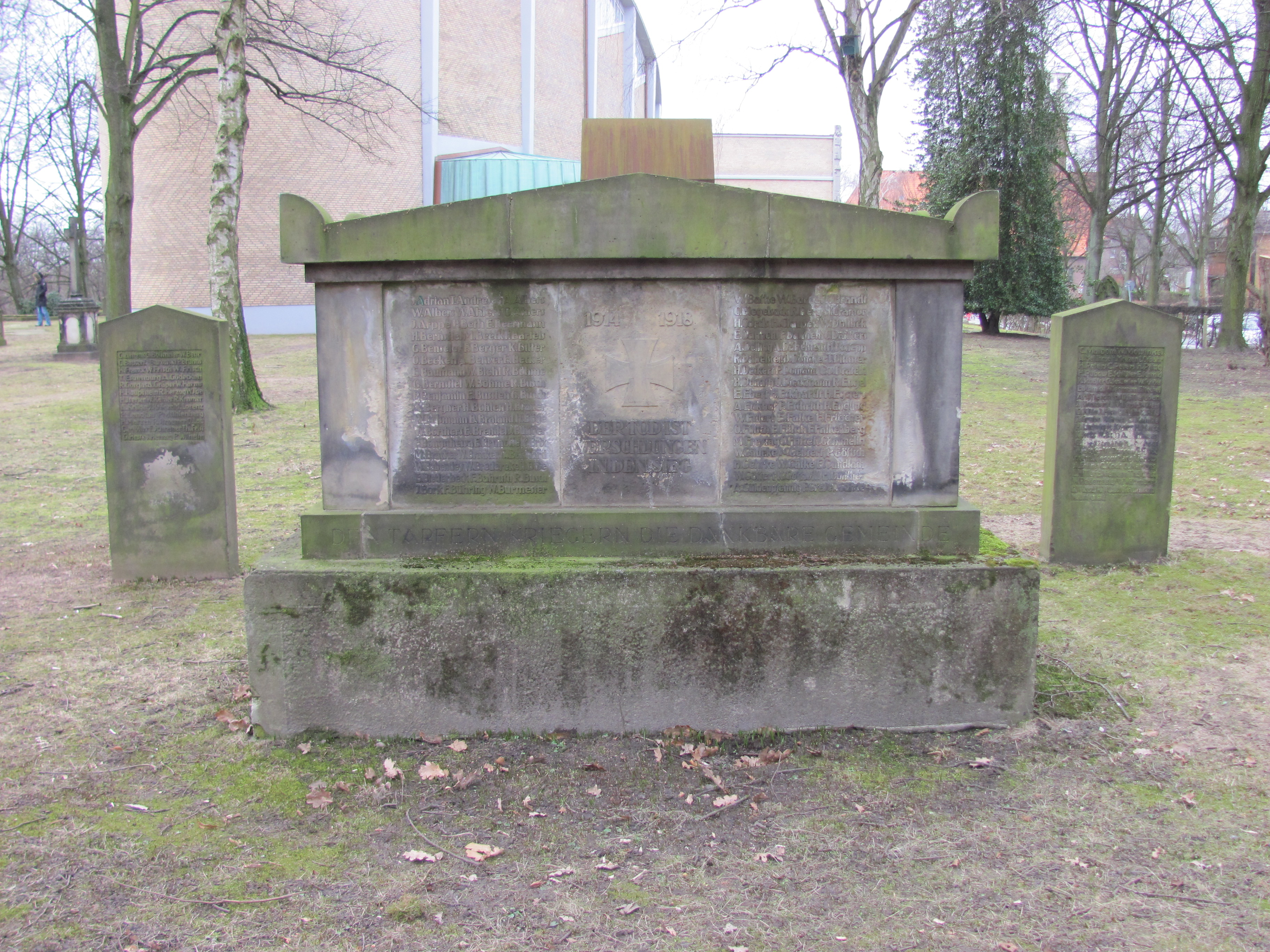
Mahnmal für die Gefallenen des Ersten Weltkrieges

Der mittlere Teil des Friedhofes besteht aus einer großen Wiese mit nur wenigen Einzelgräbern im Randbereich. In der Mitte der Wiese steht seit 2007 ein eisernes Totenhaus des Künstlers Ulrich Lindow, das sowohl an die Opfer des Nationalsozialismus erinnert wie auch an jene, die 1943 bei der Zerstörung des Stadtteils im Zuge der Operation Gomorrha umkamen. Es trägt auf zwei jeweils gegenüberliegenden Seiten eine Inschrift in Anlehnung an das Vaterunser:

„Vergib uns unsere Schuld.
Im Gedenken an die Menschen, die Opfer von Schuld und Leiden geworden sind. Von deutschem Boden aus wurden von 1933 bis 1945 Gewalt und Terror, Mord und Vernichtung in die Welt der Völker getragen. Im Namen des nationalsozialistischen Deutschlands wurden einzelne Menschen, Gruppen, Minderheiten, Völker systematisch verfolgt, in Lagern drangsaliert, gefoltert und ermordet. Es wurde ein aller Gesetze und Regeln beraubter Vernichtungskrieg entfesselt, in dessen Schatten nahezu vollständig die europäische Judenheit ermordet worden ist. 
Wie auch wir vergeben unseren Schuldigern.
Am Ende schlugen Gewalt und Zerstörung auf deutschen Boden zurück. Der „Feuersturm“, im Juli 1943 durch alliierte Bombardierung Hamburgs ausgelöst, riss Zehntausende von Menschen aus Hamm in den Tod. Der Stadtteil Hamm und die alte Dreifaltigkeitskirche versanken in Schutt, Asche und Staub. Die einzig aus der alten Dreifaltigkeitskirche erhalten gebliebene Glocke ruft zum Gedenken und zur Buße und mahnt zum Frieden. Richte unsere Füße auf den Weg des Friedens.“

Die erwähnte Glocke im Innern des Mahnmals wird jeden Freitag um 15 Uhr angeschlagen.
In den 1920er Jahren war an ebendieser Stelle von der Hammer Kirchgemeinde ein dreiteiliges Kriegerdenkmal für die Gefallenen des Ersten Weltkrieges errichtet worden. 1946 wurde es ein Stück weiter nach Osten an seinen heutigen Standort versetzt, um Platz für die Notkirche zu schaffen.

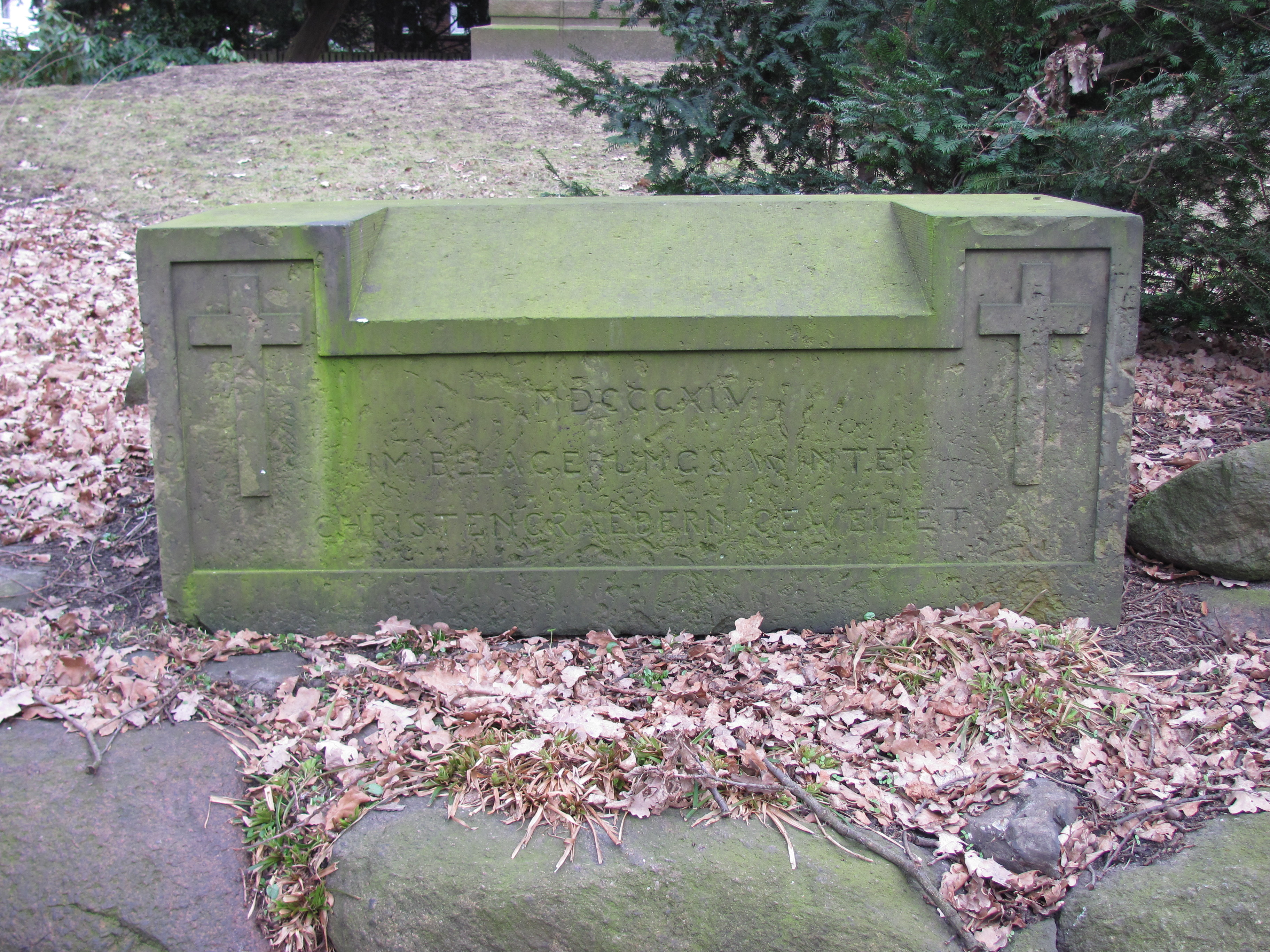
Gedenkstein für die Opfer des „Belagerungswinters“ 1813/14

Ein dritter, deutlich kleinerer Gedenkstein aus dem Jahre 1832 befindet sich am Fuße des östlich an die Wiese anschließenden Grufthügels. Seine Inschrift MDCCCXIV – Im Belagerungswinter Christengräbern gewidmet erinnert an die während der französischen Besetzung Hamms 1813/14 aus ihren Häusern vertriebenen und an Kälte, Hunger und Krankheiten gestorbenen Dorfbewohner.

### Sieveking-Gruft und Wicherngräber

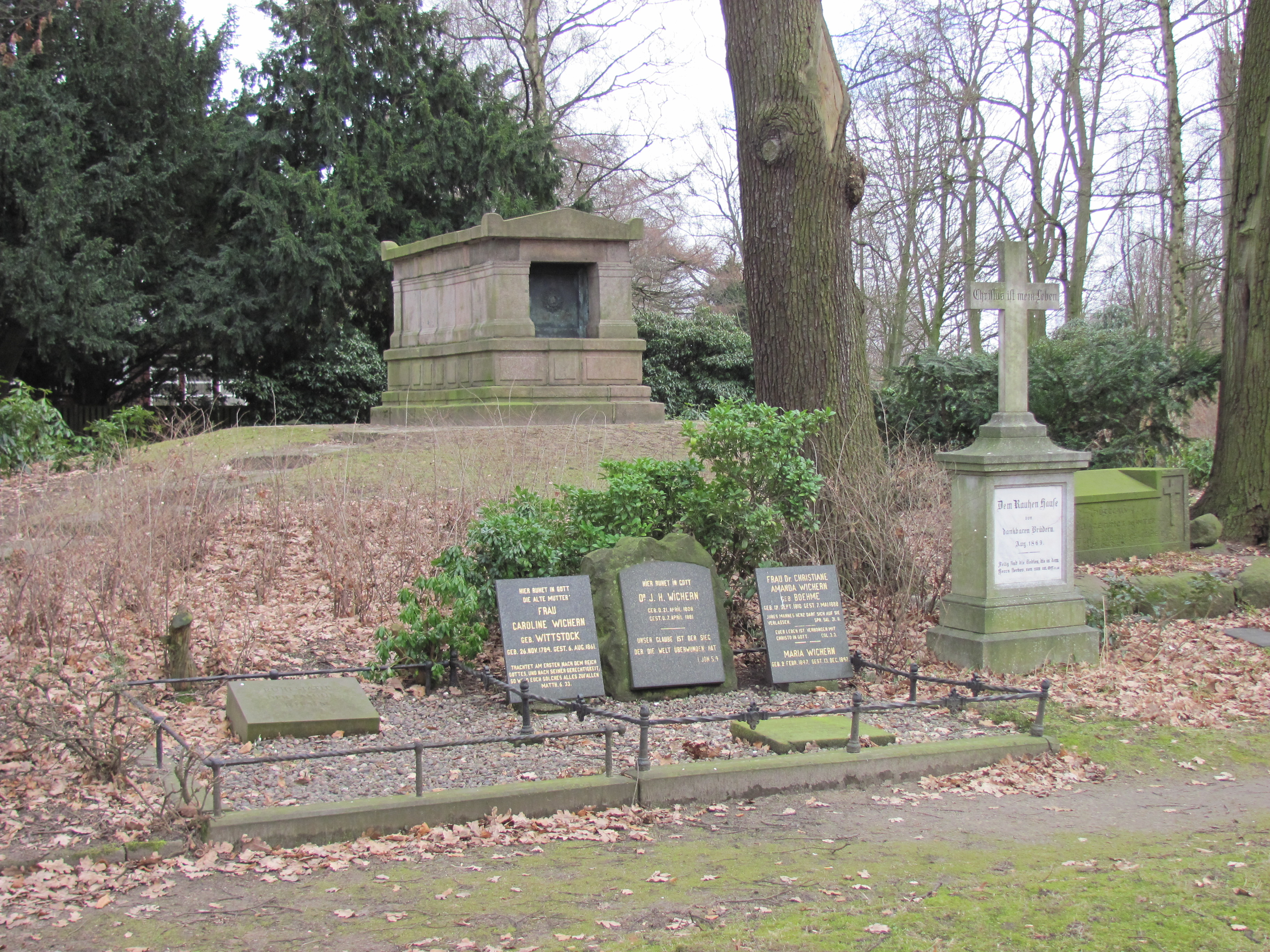
Gruft der Familie Sieveking (1832), davor das Grab von Johann Hinrich Wichern

Am östlichen Ende des Friedhofs liegt in einer kleinen, künstlich angelegten Anhöhe die Gruft der Familie Sieveking mit ihrem bekrönenden Grabmal, zugleich eines der bedeutendsten Zeugnisse Hamburger Grabmalkunst des 19. Jahrhunderts. Sie wurde 1828 von dem Hamburger Senatssyndikus Karl Sieveking in Auftrag gegeben und 1832 auf einem damals noch nicht zum Friedhof gehörenden Privatgrundstück fertiggestellt. Mit der Ausführung beauftragte Sieveking den Architekten Alexis de Chateauneuf, der seinerzeit auch Sievekings Landsitz „Hammer Hof“ um- und ausbaute. Die Bronzereliefs an den Stirnseiten des Granitbaus stammen von Eduard Schmidt von der Launitz und zeigen einen Engel am Grabe Christi sowie die Wappen der Familien Sieveking und Chapeaurouge. Neben dem Erbauer und seiner Ehefrau Caroline Henriette (1797–1858) wurden hier seine Schwiegermutter Elisabeth Dorothea de Chapeaurouge († 1828), seine Cousine Amalie Sieveking und weitere Familienmitglieder bestattet. Nach der letzten Bestattung wurde das Grabmal 1927 dem Friedhof einverleibt und in die Obhut der staatlichen Denkmalpflege übernommen.
Am Fuße des an drei Seiten von einem schmiedeeisernen Zaun umgrenzten Grufthügels befindet sich – neben dem bereits erwähnten Gedenkstein an die Opfer von 1813/14 – ein kleiner Gedenkstein für die Freiheitskämpferin Anna Lühring sowie das Grab von Johann Hinrich Wichern, der 1833 mit Hilfe seines Freundes Sieveking das Rauhe Haus als „Rettungsanstalt für verwahrloste Kinder“ gründete. Neben Wichern sind seine Mutter Caroline und seine ebenfalls in der Armenpflege engagierte Ehefrau Amanda (1810–1888) hier beigesetzt.

### Weitere Grabmale (Auswahl)
- Elise Averdieck, Schriftstellerin und Sozialreformerin (ursprünglich auf dem Eilbeker Jacobifriedhof bestattet)
- Ernst Philipp Ludwig Calmberg (1794–1851), Professor am Johanneum
- Hermann Gries (1810–1892), Oberaltensekretär
- Friedrich Karl Kraft, Rektor des Johanneums
- Johannes Lehfeldt (1866–1929), Pastor in Hamm
- Georg Luis, Architekt
- Ernst Adolph Moraht (1833–1879), Pastor in Hamm
- Hermann Mumssen (1804–1859), Pastor in Hamm
- Johann Heinrich Ohlendorff (1788–1857), Kunstgärtner und erster Inspektor des Botanischen Gartens Hamburg
- Otto Palmer (1840–1905), Pastor in Hamm
- Edward James Smith (1779–1854), englischer Ingenieur und Betreiber einer privaten Wasserkunst in Hamburg (Vorläufer der späteren Stadtwasserkunst)
- Karl Gottfried Zimmermann (1760–1826), Pastor in Hamm